# Olof Örtenblad (militär)
Johan Olof Örtenblad, född den 24 oktober 1888 i Göteborg, död den 27 januari 1957 i Stockholm, var en svensk militär. Han var i sitt tredje äktenskap gift med Margareta Örtenblad.
Örtenblad avlade mogenhetsexamen 1906, officersexamen 1908 och intendentsexamen 1913. Han blev underlöjtnant vid Västgöta regemente 1908, underintendent vid Intendenturkåren 1913, löjtnant 1915 och kapten 1917. Örtenblad var regementsintendent vid Jämtlands fältjägarregemente, intendent vid och senare  chef för arméns centrala beklädnadsverkstad. Han befordrades till major vid Intendenturkåren 1933, till överstelöjtnant 1937 och till överste på arméns reservstat 1941. Örtenblad var chef för Arméförvaltningens intendenturdepartements utrustningsbyrå 1939–1940 och för dess industribyrå 1940–1943. Han var kamrerare hos Svenska Läkaresällskapet från 1942, sekreterare och styrelseledamot i föreningen Riksmusei vänner från 1943 och sekreterare i Patriotiska sällskapet från 1945. Örtenblad blev riddare av Svärdsorden 1929 och av Vasaorden 1938. Han vilar i sin tredje hustrus familjegrav på Norra begravningsplatsen utanför Stockholm.